# Тетару (Бреїла)
Тетару (рум. Tătaru) — село у повіті Бреїла в Румунії. Входить до складу комуни Дудешть.
Село розташоване на відстані 114 км на північний схід від Бухареста, 62 км на південний захід від Бреїли, 121 км на північний захід від Констанци, 79 км на південний захід від Галаца.

## Населення
За даними перепису населення 2002 року у селі проживали 2262 особи, з них 2261 особа (> 99,9%) румунів. Рідною мовою 2261 особа (> 99,9%) назвала румунську.

## Галерея

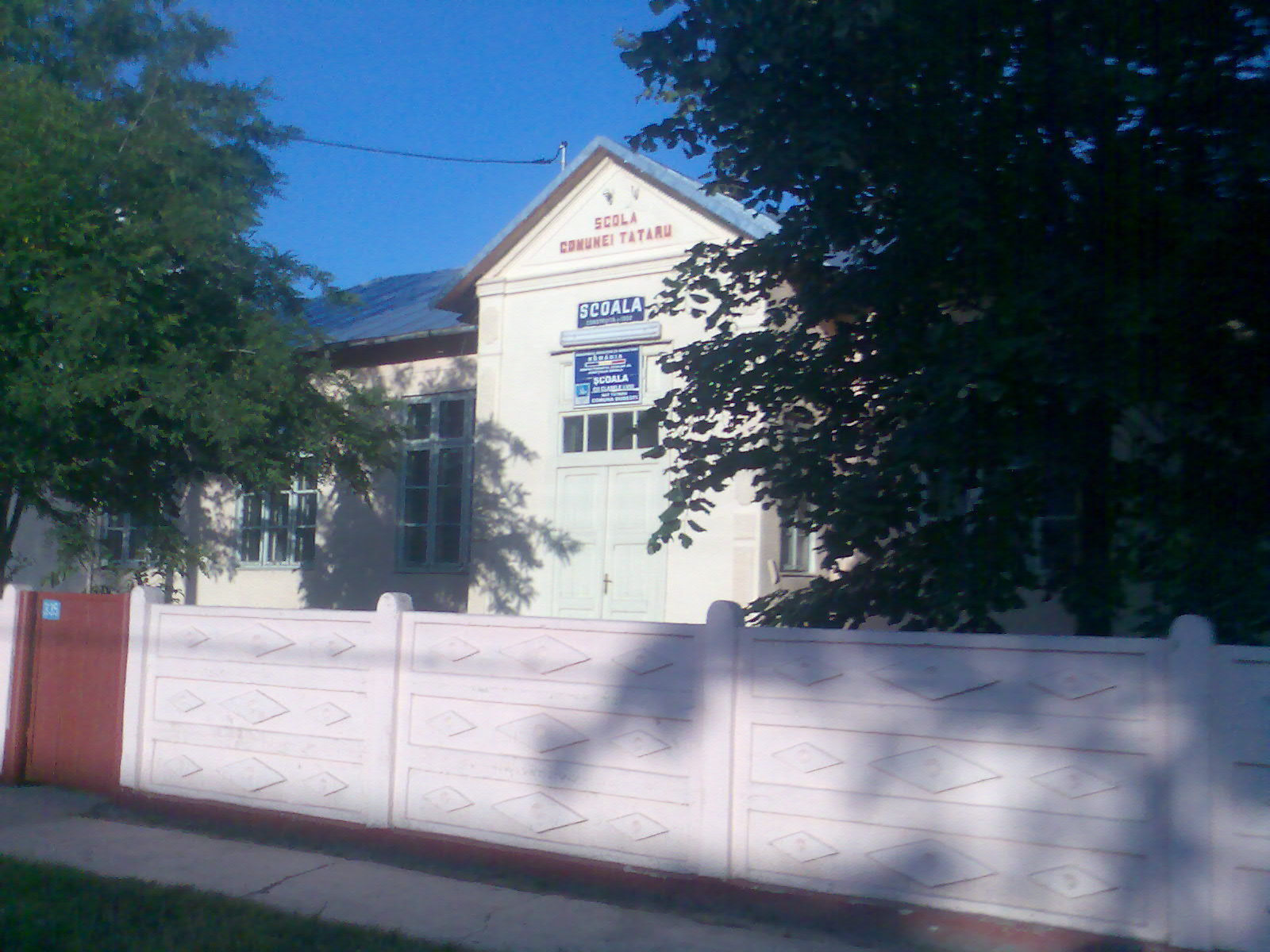
Школа
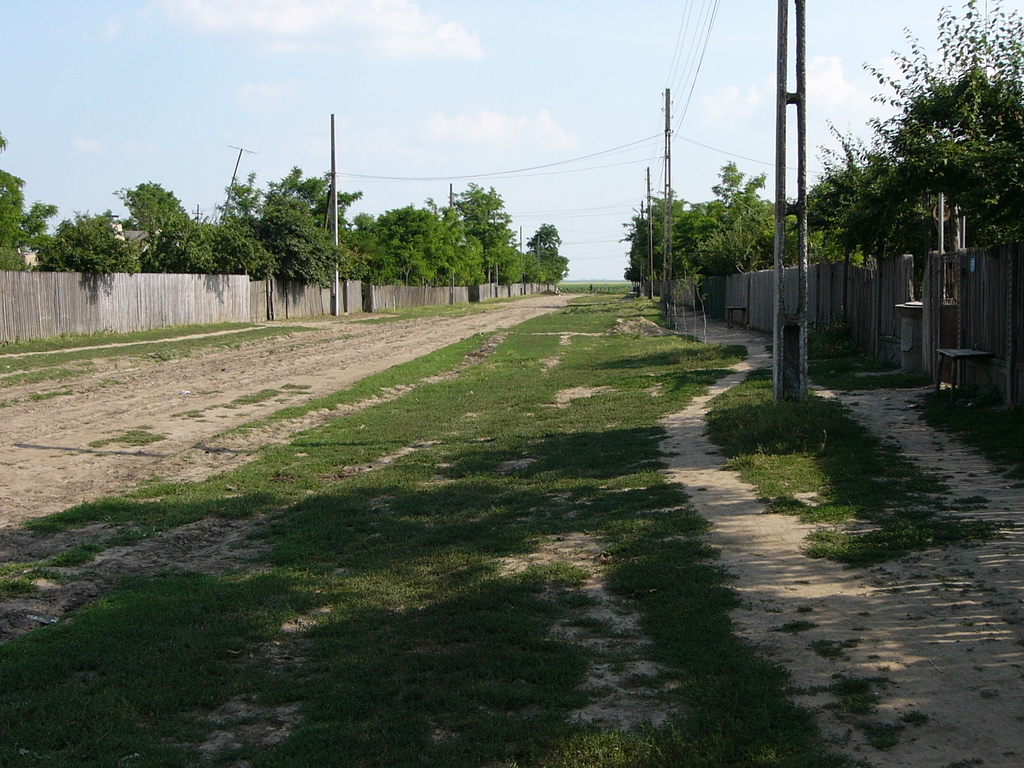
Вулиця в селі